# Annickia pilosa
Annickia pilosa (Exell) Setten & Maas – gatunek rośliny z rodziny flaszowcowatych (Annonaceae Juss.). Występuje naturalnie w Gabonie, Kongo, zachodniej części Demokratycznej Republiki Konga oraz w północnej Angoli.

## Morfologia
PokrójZimozielone drzewo dorastające do 16 m wysokości. Kora ma żółtą barwę. Młode pędy są owłosione.
LiścieMają kształt od podłużnie odwrotnie jajowatych do podłużnie eliptycznych. Mierzą 7,5–16 cm długości oraz 3,5–8 cm szerokości. Są owłosione od spodu. Nasada liścia jest od klinowej do prawie zaokrąglonej. Blaszka liściowa jest o spiczastym wierzchołku. Ogonek liściowy jest owłosiony i dorasta do 2–5 mm długości.
KwiatySą pojedyncze, rozwijają się w kątach pędów. Działki kielicha mają lancetowaty kształt i dorastają do 1–10 mm długości. Płatki mają podłużnie lancetowaty kształt i osiągają do 19–25 mm długości. Kwiaty mają owłosione słupki o cylindrycznym kształcie i długości 1–2 mm.
OwoceMają podłużnie jajowaty kształt, zebrane w owoc zbiorowy osiągający 13–20 mm długości i 12 mm szerokości. Mają czerwoną barwę.

## Biologia i ekologia
Rośnie w wilgotnych wiecznie zielonych lasach.

## Zastosowanie
Kora tego gatunku ma właściwości lecznicze oraz służy do farbowania.